# Nils-Göran Brunner
Nils-Göran Brunner, född 5 januari 1923 i Lund, död 10 augusti 1986 i Lund, var en svensk konstnär. Brunner studerade vid Kungliga Konsthögskolan i Stockholm 1949–1954. 
Han erhöll bland annat Erik Sääfs stipendium 1952, Bonniers stipendium 1955, Skånes konstförenings stipendium 1958,  Emil Bergs stipendium 1958, Edstrandska stiftelsens stipendium 1960, Ellen Trotzigs stipendium 1960, Statens större arbetsstipendium 1966 och 1967.
Han är representerad bland annat på Moderna Museet i Stockholm, Malmö konstmuseum, Regionmuseet i Skåne (Kristianstad), Tomelilla Konstsamling, Ystads konstmuseum.
Han var gift med konstnären Gyda Brunner (1925–1993).
Brunners måleri präglas av intimitet och lyrik. Målningarna (nästan bara i olja) skildrar ofta enkla föremål, som t.ex. en dörr eller annan del av en byggnad, men även storslagna skildringar av det skånska landskapet, oftast i litet format, visade på hans stora personlighet.